# Disco Naïvité
Disco Naïveté is een invloedrijke Belgische blog over indiemuziek die sinds 2009 wordt onderhouden door Jarri Van der Haegen.
De blog trekt een internationaal publiek, en wordt in België onder meer gevolgd door Eppo Janssen, die mee verantwoordelijk is voor de programmatie op Pukkelpop. De aanhoudende promotie voor het werk van de Nieuw-Zeelandse zanger Thomston op Disco Naïveté zorgde ervoor dat de zanger werd uitgenodigd op Pukkelpop.  Disco Naïveté en Pukkelpop kregen in 2013, 2014 en 2015 ook een eigen avond op het Amerikaanse muziekfestival South by Southwest.